# Râul Valea Manolache
Râul Valea Manolache este un curs de apă, afluent al râului Mălina. 